# Psychoda imounctata
Psychoda imounctata är en tvåvingeart som beskrevs av Enrico Adelelmo Brunetti 1911. Psychoda imounctata ingår i släktet Psychoda och familjen fjärilsmyggor. Inga underarter finns listade i Catalogue of Life.